# Corynoptera basisetosa
Corynoptera basisetosa är en tvåvingeart som beskrevs av Werner Mohrig 1999. Corynoptera basisetosa ingår i släktet Corynoptera och familjen sorgmyggor. Inga underarter finns listade i Catalogue of Life.